# Miodaczek złotoskrzydły
Miodaczek złotoskrzydły (Phylidonyris pyrrhopterus) – gatunek małego ptaka z rodziny miodojadów (Meliphagidae), występujący endemicznie w południowo-wschodniej Australii i na Tasmanii. Nie jest zagrożony.

## Taksonomia
Miodaczek złotoskrzydły po raz pierwszy opisany został przez Johna Lathama w roku 1801 jako Certhia pyrrhoptera. Natomiast George Shaw w 1812 roku oznaczył ten gatunek jako Certhia australasiana. Inne synonimy to Melithreptus melanoleucus Vieillot w 1817 oraz Meliphaga inornata John Gould w roku 1838.

### Etymologia
Epitet gatunkowy ptaka pochodzi z greki, w której pyrrhos oznacza „ogień”, a pteron – „skrzydło”.

### Podgatunki
Obecnie (2021) wyróżnia się dwa podgatunki w obrębie gatunku P. pyrrhopterus:
- P. pyrrhopterus pyrrhopterus – południowo-wschodnia Australia i Tasmania
- P. pyrrhopterus halmaturinus – południowo-środkowa Australia i Wyspa Kangura

Opisane podgatunki, które nie zyskały akceptacji to: indistinctus (Mount Lofty, południowa Australia) – uznany za niewystarczająco odróżniający się od halmaturinus, oraz rex (wyspa King w cieśninie Bassa) i inornatus (Tasmania) zsynonimizowane z podgatunkiem nominatywnym.

## Morfologia
Długość ciała miodaczka złotoskrzydłego wynosi 14–17 cm. Masa ciała:
- podgatunek nominatywny: samce 15–23 g, samice 12–20 g
- podgatunek halmaturinus: samce średnio 15,2 g, samice średnio 12,5 g

Gatunek wykazuje dymorfizm płciowy – samiec jest ciemnoszary z jasnymi żółtymi końcówkami skrzydeł, jasnoszary brzuch oraz wąskie, białe pasy na głowie powyżej oka, na krawędziach skrzydeł oraz łatka na piersi. Samica jest oliwkowoszara z podobnymi mniej wyrazistymi oznaczeniami. Obie płcie mają długie zakrzywione do dołu dzioby.

## Ekologia i zachowanie
Miodaczek złotoskrzydły zamieszkuje różne typy siedlisk, od przybrzeżnych wrzosowisk, wilgotnych lasów twardolistnych po lasy górskie. Często występuje w wilgotnych wąwozach lub w gęstych zaroślach drzewa herbacianego, rzadko jest widywany na obszarach półsuchych. Pojawia się w miejskich parkach i ogrodach, zwłaszcza jesienią i zimą na wybrzeżach, czasami widywany na plantacjach sosny.
Sezon lęgowy trwa od lipca do marca. Pary gniazdują samotnie lub w luźnych koloniach. Samiec broni terytorium, a samica zajmuje się budową gniazda. Jest ono dobrze ukryte i znajduje się nisko w środku krzewu, często w pobliżu wody. W zniesieniu 1–3 jaja, zwykle 2; wysiaduje je samica przez około 13 dni. Karmieniem piskląt zajmują się oboje rodzice, a młode są w pełni opierzone po 13 dniach od wyklucia.
Pożywieniem miodaczków złotoskrzydłych jest nektar kwiatowy, owoce oraz owady. Żerują najczęściej parami, niekiedy w małych stadach.

## Status
IUCN uznaje miodaczka złotoskrzydłego za gatunek najmniejszej troski (LC, Least Concern) nieprzerwanie od 1988 roku. Liczebność populacji nie została oszacowana, ale ptak ten opisywany jest jako pospolity. Trend liczebności populacji uznawany jest za stabilny.